# Christine Gavarin
Christine Gavarin (née le 21 juillet 1994 à Versailles) est une athlète française, spécialiste du lancer du poids .

## Biographie
Christine Gavarin est sacrée championne de France du lancer du poids en 2023 à Albi.

## Palmarès
| Date | Compétition                     | Lieu      | Résultat | Épreuve         | Marque  |
| ---- | ------------------------------- | --------- | -------- | --------------- | ------- |
| 2017 | Championnats de France          | Marseille | 2e       | Lancer du poids | 15,54 m |
| 2023 | Championnats de France en salle | Aubière   | 2e       | Lancer du poids | 15,73 m |
| 2023 | Championnats de France          | Albi      | 1re      | Lancer du poids | 15,49 m |
| 2024 | Championnats de France en salle | Miramas   | 2e       | Lancer du poids | 15,99 m |
| 2024 | Championnats de France          | Angers    | 2e       | Lancer du poids | 15,92 m |
| 2025 | Championnats de France en salle | Miramas   | 1re      | Lancer du poids | 15,93 m |